# Vjekoslav Babukić
Vjekoslav Babukić (Alojzije), (Požega, 16. jun 1812 – Zagreb, 20. decembar 1875) bio je hrvatski literat, prevodilac i naučnik.

## Biografija
Studirao filozofiju u Segedinu, od 1830. godine u Zagrebu, a 1832. godine završio i pravo.
Od 1832. sekretar je banskoga Sudbenoga stola i advokat, suplent za ugarsko i međunarodno pravo na Kraljevskoj akademiji nauka u Zagrebu. Bio je jedan od važnih ličnosti ilirskoga preporoda: urednik Danice ilirske (1838–40), sekretar Ilirske čitaonice (1838–42), Matice ilirske (1842–46), pokretač mnogih aktivnosti. Radio je na jedinstvu narodnog jezika za vreme Ilirskog pokreta. Zajedno sa Gajem je preuzeo (prešao na) štokavski dijalekat za književni dijalekat Hrvata.
Postao je 27. jula 1864. godine inostrani dopisni član Srpskog Učenog društva u Beogradu.
Prvi profesor horvatsko-slavonskoga jezika (ilirskoga) na Zagrebačkoj akademiji (to jest višoj gimnaziji) od 1846. Na nagovor Ljudevita Gaja piše gramatiku Osnove slovnice slavjanske narěčja ilirskoga (u Danici, 1836) – ona je osnova za normu sljedećih pedesetak godina; poslije su tu još Grundzüge der illirischen Sprachlehre (1849), te prva naučna gramatika, Ilirska slovnica (1854), koja daje temelje fonetskim terminima (na primjer samoglasnik, suglasnik, naglasak); u njoj je i prvi etimološki rječnik novijega vremena; tu je i prva upotreba naziva štokavci, čakavci, kajkavci. Prvi je počeo sintaktički proučavati rečenicu. Babukić je napisao nekoliko rasprava o pravopisu te više raznih tekstova. Babukićeva kodifikacija književnoga jezika bila je norma do pred kraj XIX vijeka: morfonološki pravopis (Babukić: Piši za oko, a govori za uši), stariji padežni oblici, genitiv množine s pisanim -ah (izgovor dugo a ili s neobveznim h, no to h više ne čita u gramatici iz 1854). Sarađivao na izradi Mažuranić–Užarevićeva i Drobničeva rječnika.
Pod pseudonimom Venceslav Juraj Dunder 1836. godine u Beču je objavio 10. izdanje Kačićevih Razgovora ugodnih naroda Slovinskoga pod naslovom Serbsko-dalmatinske vitežke pjesme.